# 提拉·特基拉
提拉·特基拉（英語：Tila Tequila，1981年10月24日—），原名提拉·阮（英語：Tila Nguyen）、越南語名阮氏天青，是一位在新加坡出生的越裔美國女模特兒、電視人物、歌手、詞曲作家、演員、作家和網路部落客，家人於越南战争结束后移居美国。

## 爭議

### 親納粹言論
在2013年12月，阮氏在其網站發表一份名為「我為什麼同情希特拉：第一節」(英語：Why I Sympathize with Hitler: Part I)的文章，並且在其Facebook專頁發表親希特拉和反猶太言論。阮氏還公開了一張背景含有奧斯威辛集中營前門的照片。照片中，一個衣著露骨的阮氏手握手槍，並且配戴了印上納粹卍標誌的臂章。
阮氏這些行為引起了其Facebook擁躉的憤怒。Facebook當局後來移除了這些具爭議性的發文和照片，並且把她的戶口封禁。一年後，阮氏參加了英國電視節目名人老大哥第16季的拍攝，但當製作單位發現她曾經發表過的言論後便勒令她退出。阮氏隨後道歉，並說她發表那些言論時正受到毒癮和抑鬱症的困擾。
在2016年，阮氏在Twitter發表被認為是反猶太或親納粹的言論。當年4月，阮氏在希特拉的出生日向他祝賀，並且說她是希特拉轉世。同年五月，阮氏在Twitter發文，說她的「議會」認為美國右翼政治評論員班·夏皮羅應該被「噴毒氣，然後送返以色列」。儘管阮氏是在新加坡出世的越裔人士，她在Facebook發文表示「這世上我只會為兩件事欣然犧牲我的性命：殺掉所有猶太人和保全白人種族。」
在2016年11月19日，阮氏出席白人至上主義團體國家政策研究院為慶祝當勞·特朗普當選美國總統而舉辦的會議，並且在Twitter發布一張展示她使用納粹禮的照片，並觀上「勝利萬歲！」（Sieg heil!）和舉手狀表情圖標的推文。發文後，阮氏在Twitter的戶口被封禁，而阮氏隨後則加入了具爭議性的右翼社交網站Gab。